# Azerbajdzjanska Schackförbundet

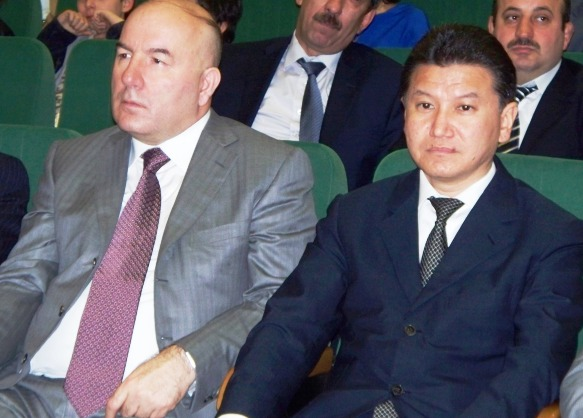
President för Azerbajdzjans Schackförbund Elman Rustamov och president för internationella schackförbundet FIDE Kirsan Iljumzjinov.

Azerbajdzjanska Schackförbundet, förkortas ASF (azerbajdzjanska: Azərbaycan Şaxmat Federasiyası), är det nationella schackförbundet i Azerbajdzjan.
Förbundet grundades 1992 och är anslutet till FIDE. Förbundet har sitt kontor i Baku, och ordförande är sedan 2007 Elman Rustamov.

## Centralstyrelsen
- President, Elman Rustamov
- Vicepresident, Faik Hasanov
- Vicepresident, Mahir Mammadov
- Huvudtränare, Fikrat Sideifzade
- Generalsekreterare, İbrahim Mammadov
- Pressansvarig, Tural Baxıshov
- Betygdirektör, Vitaliy Sapronov